# گوجوئه
گوجوئه (انگلیسی: Gojoe) فیلمی در ژانر اکشن، فانتزی، ماجراجویی، و رزمی به کارگردانی گاکوریو ایشیئی است که در سال ۲۰۰۱ اکران شد. از بازیگران آن می‌توان به تادانابو آسانو، ماساتوشی ناگاسه، دایسوکه ریو و جون کونیمورا اشاره کرد.